# Eugene Scalia
Eugene Scalia (* 14. srpna 1963, Cleveland, Ohio) je americký právník a politik za Republikánskou stranu. V letech 2019–2021 působil jako ministr práce Spojených států amerických v první vládě Donalda Trumpa. Před nástupem do funkce ministra měl zkušenosti jako právník zastupující velké společnosti. Je synem Antonina Scalii, někdejšího soudce Nejvyššího soudu Spojených států amerických.